# Патуляк Віктор Іванович
Патуляк Віктор Іванович — штаб-сержант Збройних сил України, відзначився у ході російського вторгнення в Україну.

## Життєпис
Віктор Патуляк народився 1992 року. Навчався на факультеті психології, історії та соціології Херсонського державного університету, який закінчив 2014 року за спеціальністю «Історія». З початком повномасштабного російського вторгнення в Україну був мобілізований та перебував на передовій в складі Херсонського прикордонного загону. Загинув у перші дні війни. Похований на початку березня 2022 року на кладовищі с. Брилівка.

## Ушанування пам'яті
За пропозицією декана факультету психології, історії та соціології Ірини Шапошникової вчена рада Херсонського державного університету ухвалила рішення про встановлення в меморіальному комплексi ХДУ пам'ятної дошки Віктору Патуляку.

## Нагороди
- орден «За мужність» III ступеня (2022, посмертно) — за особисту мужність і самовіддані дії, виявлені у захисті державного суверенітету та територіальної цілісності України, вірність військовій присязі.